# Osaka Grand Prix

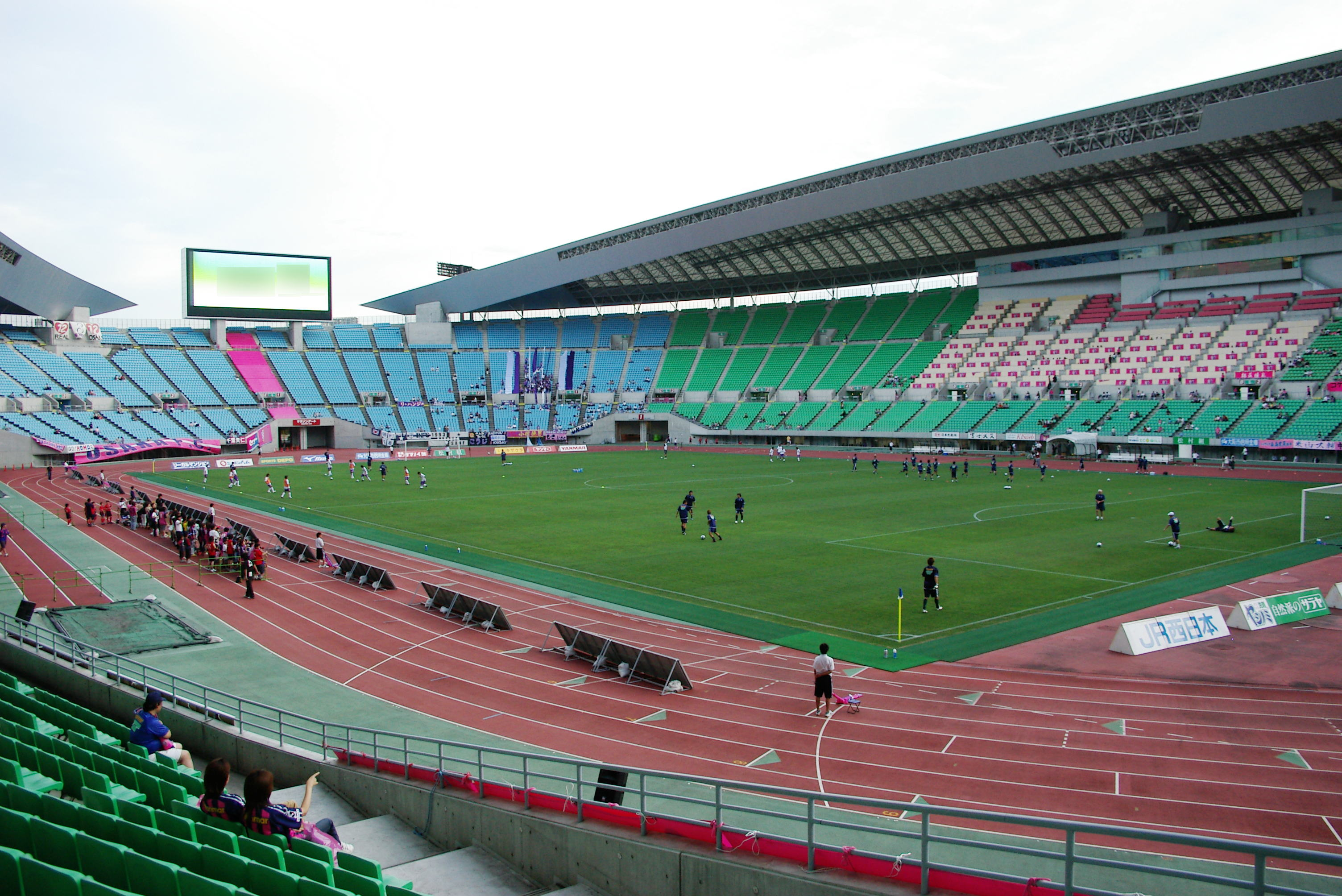
Lo Stadio Nagai di Osaka, teatro del meeting

L'Osaka Grand Prix era un meeting internazionale di atletica leggera che si teneva annualmente allo Stadio Nagai di Osaka, in Giappone.
Dal 2005 al 2009 il meeting era inserito nel circuito Grand Prix, mentre nel 2010 ha fatto parte del World Challenge. Dall'anno successivo è stato sostituito dal Golden Grand Prix, meeting che si è svolto in varie sedi (Kawasaki, Tokyo e la stessa Osaka).

## Edizioni
| Anno | Edizione | Circuito             | Dettagli              |
| ---- | -------- | -------------------- | --------------------- |
| 2006 | XIV      | Grand Prix 2006      | Osaka Grand Prix 2006 |
| 2007 | XV       | Grand Prix 2007      | Osaka Grand Prix 2007 |
| 2008 | XVI      | Grand Prix 2008      | Osaka Grand Prix 2008 |
| 2009 | XVII     | Grand Prix 2009      | Osaka Grand Prix 2009 |
| 2010 | XVIII    | World Challenge 2010 | Osaka Grand Prix 2010 |